# Larus
Larus je velik rod morskih ptic, ki mu pripada večina galebov. Razširjeni so po celem svetu. Marsikatera vrsta ima veliko populacijo in je dobro poznana v njihovem okolju.
So srednje velike ptice, običajno sive ali bele, pogosto s črnimi vzorci na glavi ali perutih. Imajo močan, precej dolg kljun in plavalno kožico med kremplji.

## Sistematika
Rod Larus je leta 1758 uradno poimenoval švedski naravoslovec Carl Linnaeus v deseti izdaji njegovega dela Systema Naturae. Ime rodu izhaja iz stare grščine laros (λάῥος) ali latinščine larus, pri čemer so se obe besedi najverjetneje nanašali na galebe ali druge večje morske ptice.
Tipska vrsta je veliki galeb (Larus marinus). Znanstveno ime Larus marinusse prevede kot "morski galeb".

### Seznam vrst
Rod vsebuje 25 živečih vrst.
| Domače ime                                 | Znanstveno ime in podvrste | Razširjenost | Velikost in ekologija     | IUCN status in ocenitev populacije |
| ------------------------------------------ | --- | --- | ------------------------- | ---------------------------------- |
|                                            | Larus pacificus Latham, 1801 Dve podvrsti - L. p. pacificus Latham, 1801 - L. p. georgis King, 1826 | Avstralija. | velikost: Habitat: Hrana: | LC                                 |
|                                            | Larus belcheri Vigors, 1829 | Tihooceanska obala Južne Amerike. | velikost: Habitat: Hrana: | LC                                 |
|                                            | Larus atlanticus Olrog, 1958 | Atlantska obala južne Brazilije, Urugvaja in severne Argentine. | velikost: Habitat: Hrana: | NT                                 |
|                                            | Larus crassirostris Vieillot, 1818 | Obale Vzhodnokitajskega morja, Japonske, Mandžurije in Kurilskih otokov vse do zahodne Aljaske v Severni Ameriki. | velikost: Habitat: Hrana: | LC                                 |
| heermannov galeb                           | Larus heermanni Cassin, 1852 | Tihooceanska obala ZDA, Mehike in skrajnega jugozahoda Britanske Kolumbije. | velikost: Habitat: Hrana: | NT                                 |
| sivi galeb                                 | Larus canus Linnaeus, 1758 Tri podvrste - L. c. canus – Linnaeus, - 1758 - L. c. heinei – Homeyer, 1853 - L. c. kamtschatschensis – Bonaparte, 1857                                                                                | Severna Palearktika (severna Evropa, severna Azija), prezimuje južneje – vse do Sredozemlja in Kitajske. | velikost: Habitat: Hrana: | LC                                 |
|                                            | Larus brachyrhynchus Richardson, 1831 | Severozahodna Severna Amerika. | velikost: Habitat: Hrana: | LC                                 |
| progastokljuni galeb                       | Larus delawarensis Ord, 1815 | Kanada in severni del ZDA, pozimi se seli proti jugu do Karibov. | velikost: Habitat: Hrana: | LC                                 |
| kalifornijski galeb                        | Larus californicus Lawrence, 1854 Dve podvrsti - L. c. californicus Lawrence, 1854 - L. c. albertaensis Jehl, 1987 | Zahodni notranji del Severne Amerike, od Severozahodnih ozemelj Kanade do vzhodne Kalifornije in Kolorada, pozimi migrira na jug do zahodne Mehike.                                                                   | velikost: Habitat: Hrana: | LC                                 |
| veliki galeb                               | Larus marinus Linnaeus, 1758 | Severozahodne evropske obale, severovzhodne obale Severne Amerike in otoki Severnega Atlantika. | velikost: Habitat: Hrana: | LC                                 |
| oceanski galeb ("karoro" v Novi Zelandiji) | Larus dominicanus Lichtenstein, MHC, 1823 Pet podvrst - L. d. dominicanus, Lichtenstein, 1823 - L. d. vetula, (Bruch, 1853) - L. d. judithae, (Jiguet, 2002) - L. d. melisandae, (Jiguet, 2002) - L. d. austrinus, (Fleming, 1924) | Antarktični polotok, južna Južna Amerika, južna Afrika, otoki Južnega oceana, jugovzhodna Avstralija in Nova Zelandija.                                                                                               | velikost: Habitat: Hrana: | LC                                 |
| sinji galeb                                | Larus glaucescens Naumann, 1840 | Obale Tihega oceana Rusije in Aljaske do obale Washingtona, pozimi migrira na jug do Japonske in severozahodne Mehike.                                                                                                | velikost: Habitat: Hrana: | LC                                 |
| zahodni galeb                              | Larus occidentalis Audubon, 1839 | Od Britanske Kolumbije v Kanadi do Kalifornijskega polotoka v Mehiki. | velikost: Habitat: Hrana: | LC                                 |
| {{{name}}}                                 | Larus livens'' Dwight, 1919 | Kalifornijski zaliv v Mehiki. | velikost: Habitat: Hrana: | LC                                 |
| ledni galeb                                | Larus hyperboreus Gunnerus, 1767 Štiri podvrste - L. h. hyperboreus, Gunnerus, 1767 - L. h. pallidissimus, Portenko, 1939 - L. h. barrovianus, Ridgway, 1886 - L. h. leuceretes, Schleep, 1819                                     | Obale Arktičnega oceana, pozimi migrira v Severni Atlantik in Severni Tihi ocean do območja Britanskih otokov in najsevernejših zveznih držav ZDA, pojavlja se tudi ob Velikih jezerih.                               | velikost: Habitat: Hrana: | LC                                 |
| polarni galeb                              | Larus glaucoides Meyer, B, 1822 Tri podvrste - L. g. glaucoides Meyer, 1822 - L. g. kumlieni Brewster, 1883 - L. g. thayeri Brooks, WS, 1915                                                                                       | Obale Arktičnega oceana Kanade in Grenlandije, pozimi migrira iz Islandije na jug do Britanskih otokov in skrajnega severovzhoda ZDA, pri čemer podvrsta thayeri prezimuje na obalah Tihega oceana v Severni Ameriki. | velikost: Habitat: Hrana: | LC                                 |
| srebrni galeb                              | Larus argentatus Pontoppidan, 1763 Dve podvrsti - L. a. argentatus – Pontoppidan, 1763 - L. a. argenteus – Brehm & Schilling, 1822                                                                                                 | severna in severozahodna Evropa. | velikost: Habitat: Hrana: | LC                                 |
| ameriški srebrni galeb                     | Larus smithsonianus Coues, 1862 | Severna Amerika, od osrednje in južne Aljaske do Velikih jezer in severovzhodne obale ZDA, od Maina proti jugu do Severne Karoline, pozimi migrira na jug do Karibov.                                                 | velikost: Habitat: Hrana: | LC                                 |
| črnomorski galeb                           | Larus cachinnans Pallas, 1811 | Črno in Kaspijsko morje ter bližnje rečne kotline (razširjene vzhodno v Srednjo Azij); pozimi se selijo proti zahodu v Evropo in južno do obal Arabskega polotoka.                                                    | velikost: Habitat: Hrana: | LC                                 |
| rumenonogi galeb                           | Larus michahellis Naumann, 1840 Dve podvrsti - L. m. michahellis Naumann, 1840 - L. m. atlantis (Dwight, 1922), syn. Larus fuscus atlantis, Dwight, 1922                                                                           | Sredozemsko morje in Makronezija, po gnezdenju poleti proti severu vse do Britanskih otokov. | velikost: Habitat: Hrana: | LC                                 |
| mongolski galeb                            | Larus mongolicus Sushkin, 1925 | Mongolija in jugovzhodna Rusija, pozimi migrira na Japonsko, v Korejo, južno in vzhodno Kitajsko ter na Tajvan. | velikost: Habitat: Hrana: | LC                                 |
|                                            | Larus vegae Palmén, 1887 | severovzhodna Sibirija, pozimi migrira na Japonsko, v Korejo, južno in vzhodno Kitajsko ter na Tajvan. | velikost: Habitat: Hrana: | LC                                 |
| armenski galeb                             | Larus armenicus Buturlin, 1934 | Notranjost Turčije, Kavkaz in Bližnji vzhod, pozimi migrira v vzhodno Sredozemlje in Perzijski zaliv. | velikost: Habitat: Hrana: | LC                                 |
| kamčatski galeb                            | Larus schistisagus Stejneger, 1884 | Severovzhodne obale Azije, pozimi migrira na jug do vzhodne Kitajske. | velikost: Habitat: Hrana: | LC                                 |
| rjavi galeb                                | Larus fuscus Linnaeus, 1758 Štiri podvrste - L. f. graellsii Brehm, 1857 - L. f. intermedius Schiøler, 1922 - L. f. fuscus Linnaeus, 1758 - L. f. heuglini Bree, 1876 - L. f. barabensis Johansen, 1960                            | obale Atlantika v Evropi in severozahodne Azije, pozimi migrira proti jugu do srednje Afrike in Indije. | velikost: Habitat: Hrana: | LC                                 |

## VrsteLarusv Sloveniji
- sivi galeb (Larus canus)
- rumenonogi galeb (Larus michahellis)